# شهرستان سول-ایلتسکی
شهرستان سول-ایلتسکی (به لاتین: Sol-Iletsky District) یک شهرستان در روسیه است که در استان اورنبورگ واقع شده‌است.